# (35190) 1994 AW
1994 AW (asteroide 35190) é um asteroide da cintura principal. Possui uma excentricidade de 0.13584960 e uma inclinação de 1.25554º.
Este asteroide foi descoberto no dia 4 de janeiro de 1994 por Takao Kobayashi em Oizumi.